# گرده‌افشانی درختان میوه

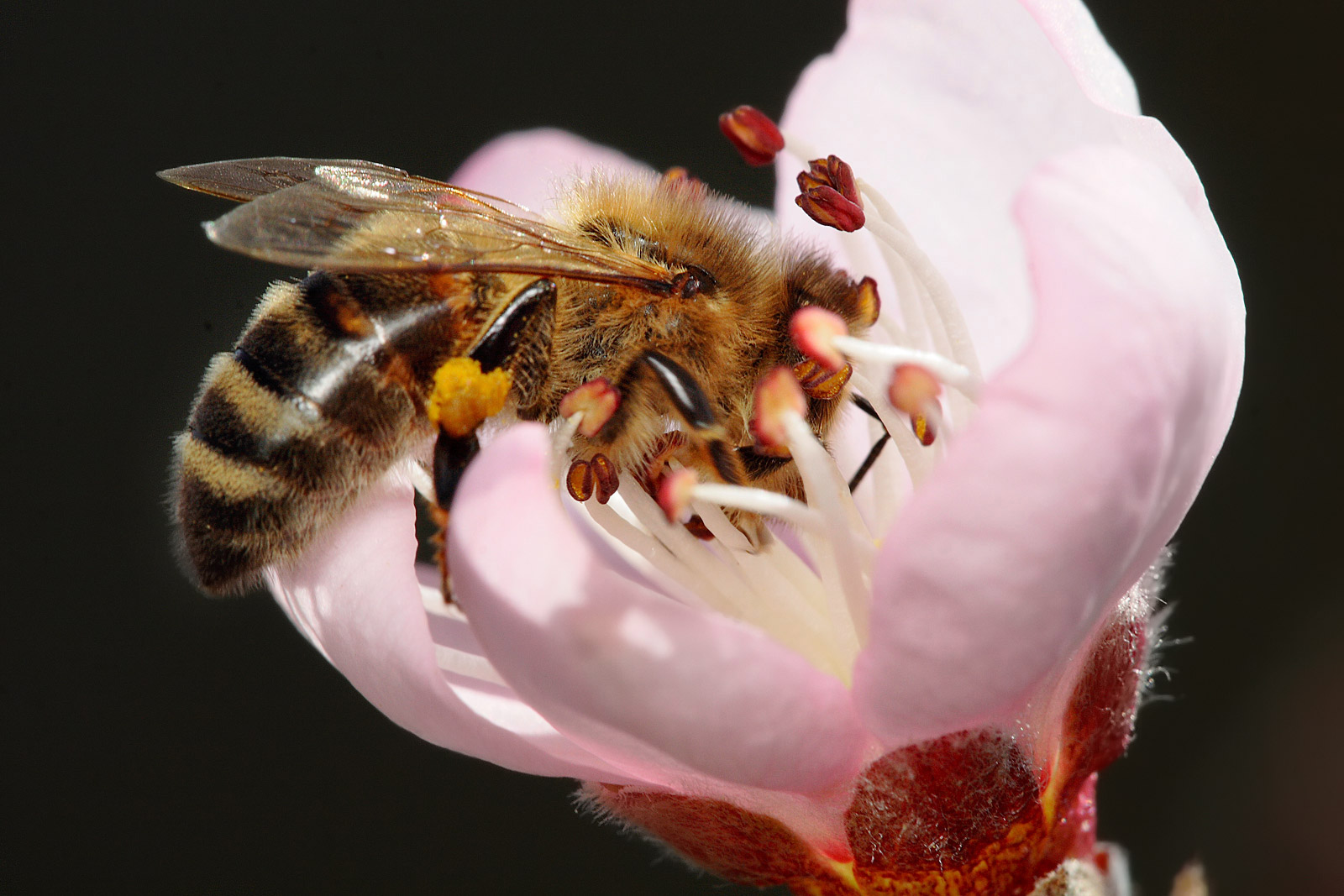
یک زنبور عسل اروپایی هنگام جمع‌آوری شهد گل هلو آنرا گرده افشانی می‌کند.

گرده افشانی درختان میوه برای تولید دانه از همان میوه ضروری است. گرده‌افشانی انتقال گرده از پرچم به کلاله یا در همان گل یا گل دیگر است. بسیاری از درختان از جمله بسیاری از درختان میوه خود گرده افشان نیستند.
مرحله گرده افشانی به یک انتقال‌دهنده گرده نیاز دارد، که می‌تواند حیوان، باد، یا دخالت انسان (به وسیلهٔ گرده‌افشانی با دست یا استفاده از یک افشانهٔ گرده‌افشان) باشد. گرده افشانی از یک گل به گل دیگر دانه‌هایی با آرایش ژنتیکی متفاوت از گیاهان والدین تولید می‌کند، چنین دانه‌هایی شاید آگاهانه به عنوان بخشی از برنامه زادگیری گزینشی برای تولید میوه‌های درختی با ویژگی‌های موردنظر تولید شده باشد.

## سیب
بیشتر درختان سیب توانایی خود گرده‌افشانی را ندارند، به این معنی که وقتی از درختی از رقم خودشان گرده‌افشانی می‌شوند، میوه‌ای تولید نمی‌کنند. چند تایی به عنوان «خود- بارور» توصیف شده‌اند و توانایی خود گرده‌افشانی دارند، گرچه آن‌ها هم تمایل دارند، زمانی که توسط یک گرده افشان دیگر مناسب گرده افشانی می‌شوند، بیشتر محصول بدهند. تعداد نسبتاً کوچکی از ارقام سیب «سه‌بخشی» هستند، به این معنی که هیچ گرده قابل زنده‌ماندنی برای خودشان یا دیگر درختان سیب تولید نمی‌کنند. درختان سیب که توانایی گرده‌افشانی یکدیگر را دارند اغلب از روی زمان گلدهی‌شان گروه‌بندی می‌شوند بنابراین درختانی که توسط دیگری گرده افشانی می‌شوند همزمان گل می‌دهند. مدیریت گرده افشانی بخش مهمی از پرورش سیب است. پیش از کاشت درخت، فراهم کردن انواع سیب یا سیب کرب که میزان زیاد، قابل ماندن و همساز گرده را برای گرده افشان‌ها تولید می‌کنند مهم است. بلوک‌های باغ ممکن است ردیف‌های متناوبی از انواع سازگار داشته باشند، یا ممکن است سیب کرب بکارند، یا بر روی اندام‌های سیب کرب پیوند بزنند. تعدادی از انواع سیب ممکن است گرده خیلی کمی تولید کنند، یا گرده بی‌بار باشد، بنابراین گرده افشان‌های خوبی نیستند.
مکان‌های رشد و فروش گیاهان که از کیفیت خوبی برخوردارند لیستی از گرده‌افشانان مناسب دارد.
پرورش‌دهندگانی که باغی با بلوک‌های قدیمی از جورهٔ منفرد دارند گاهی برای گرده افشانان دسته گلهایی از شکوفه‌های سیب کرب در باغ در چلیک یا سطل نگهداری می‌کنند. پرورش‌دهندگان خانگی که یک درخت منفرد بدون نوع دیگری از آن در همسایگی دارند در مقیاس کوچک‌تری می‌توانند همان کار را انجام بدهند.
هر فصل در هنگام شکوفه دادن، پرورش‌دهندگان تجاری سیب معمولاً گرده افشانانی را برای انتقال گرده فراهم می‌کنند. استفاده از کندوهای زنبور عسل رایج است، و ممکن است هماهنگی‌هایی با پرورش‌دهندهٔ تجاری زنبور عسل که با دستمزد کندو فراهم می‌کنند صورت بگیرد.
تعداد کندوی زنبور عسل در هر جریب برای گرده‌افشانی مطلوب
- سیب (نیمه کوتوله) ۲
- سیب (کوتوله) ۳
- زرد آلو ۱
- بادام ۳–۲
- گلابی ۱
- گوجه ۱

زنبور عسل باغ میسون هم به عنوان گرده@افشانان مکمل در باغ‌های تجاری استفاده می‌شوند.
براساس کتاب زنبور عسل قرمز میسون نوشته کریستوفر اُتلِز ،اُسمیا روفا گرده‌افشان بسیار مؤثرتری از زنبور عسل برای محصولات باغی است. در مناطق برون شهری این ممکن است برای پرورش‌دهندگان خانگی قابل پذیرش‌تر باشد چون آن‌ها نیش نمی‌زنند.